# Belle-Église
Belle-Église ist eine französische Gemeinde mit 725 Einwohnern (Stand: 1. Januar 2022) im Département Oise in der Region Hauts-de-France. Sie gehört zum Arrondissement Senlis, zur Communauté de communes Thelloise und zum Kanton Méru.

## Geographie
Die Gemeinde Belle-Église liegt an der Esches in den Pays de Thelle an der Grenze zum Département Val-d’Oise, etwa 27 Kilometer westlich von Senlis und etwa 19 Kilometer westsüdwestlich von Creil. Umgeben wird Belle-Église von den Nachbargemeinden Bornel im Westen und Norden, Fresnoy-en-Thelle im Nordosten, Chambly im Osten, Ronquerolles im Süden sowie Hédouville im Süden und Südwesten.

## Bevölkerungsentwicklung
| Jahr                       | 1962 | 1968 | 1975 | 1982 | 1990 | 1999 | 2006 | 2013 | 2021 |
| -------------------------- | ---- | ---- | ---- | ---- | ---- | ---- | ---- | ---- | ---- |
| Einwohner                  | 388  | 406  | 430  | 449  | 503  | 561  | 568  | 627  | 690  |
| Quellen: Cassini und INSEE |      |      |      |      |      |      |      |      |      |

## Sehenswürdigkeiten
- Kirche Saint-Martin aus dem 12. Jahrhundert, Monument historique
- Schloss Saint-Just

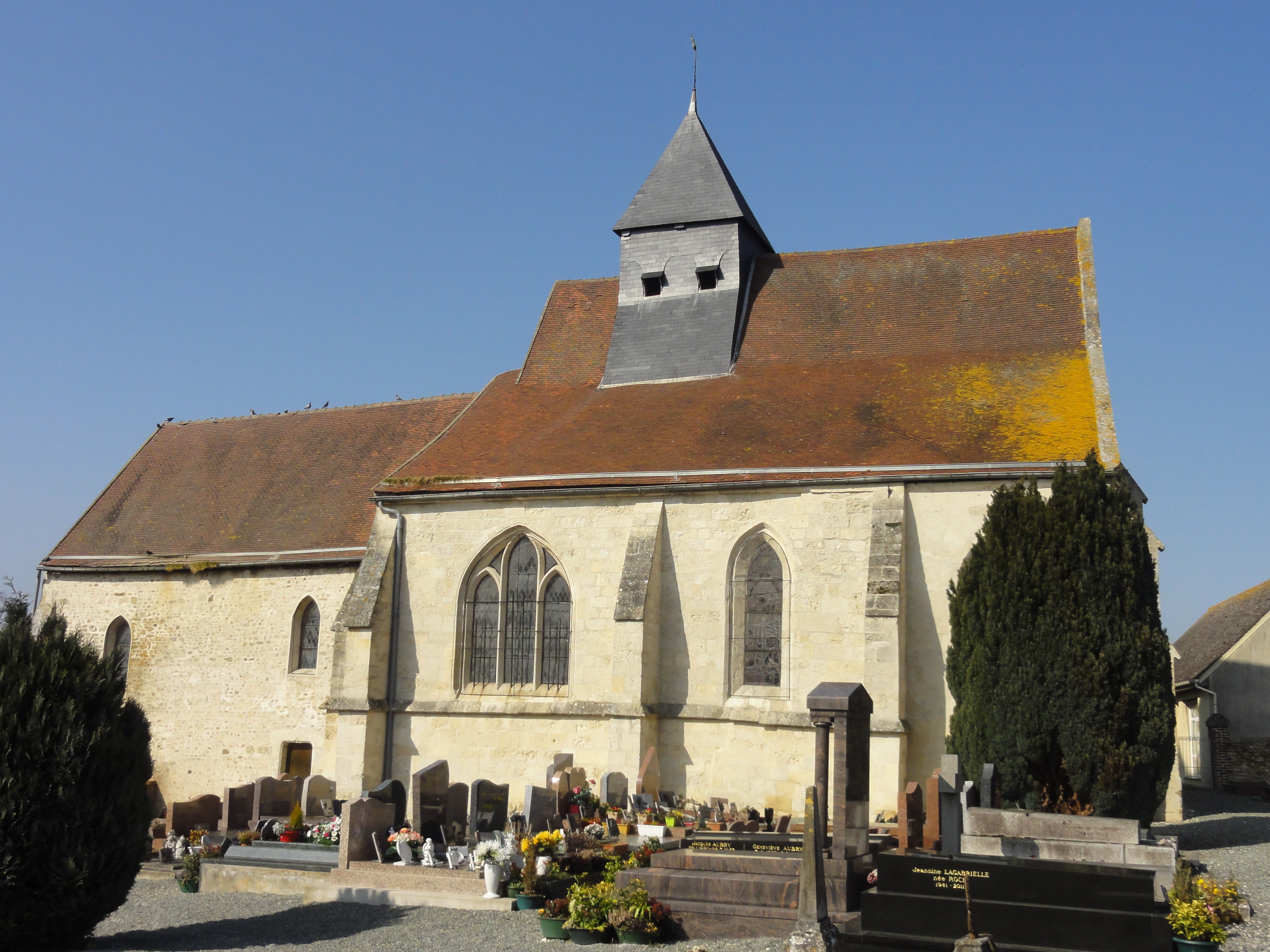
Kirche Saint-Martin
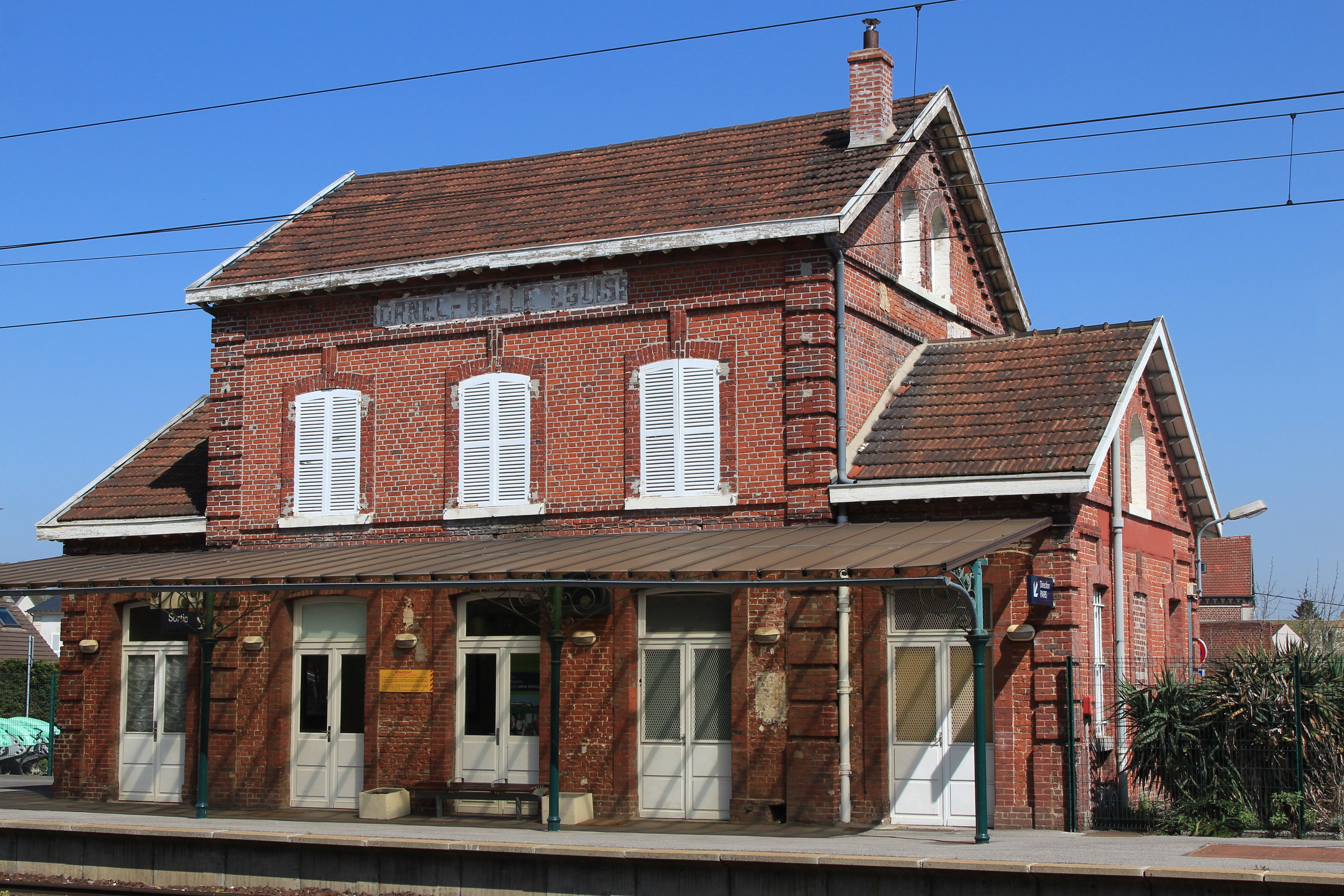
Bahnhof Bornel – Belle-Église
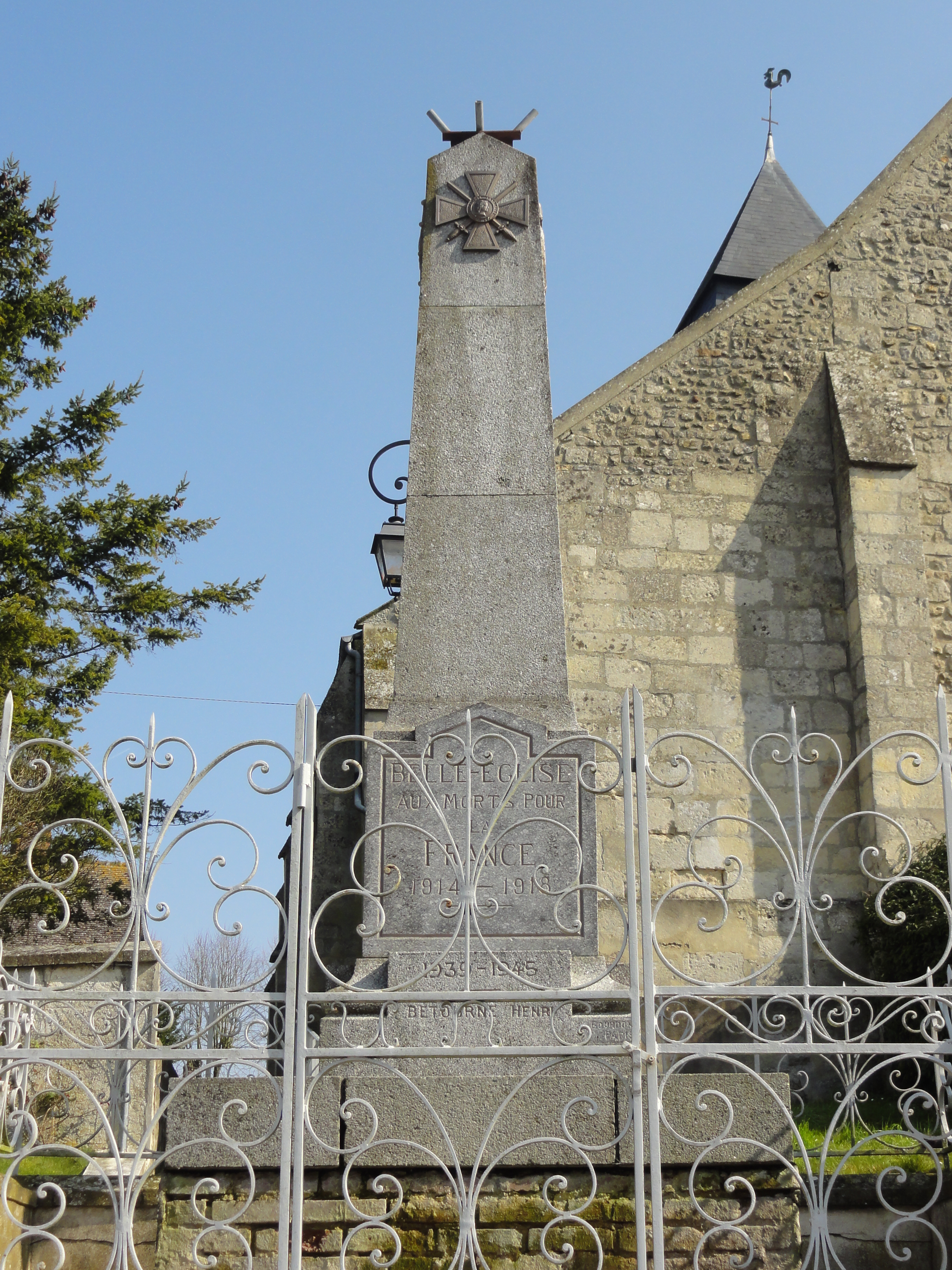
Gefallenendenkmal